# Ictericia del recién nacido
La ictericia del recién nacido es un signo objetivo clínico caracterizado por el color amarillento de la piel, esclerótica (lo blanco de los ojos) y mucosas. El que haya ictericia significa que hay un aumento de bilirrubina en sangre (hiperbilirrubinemia) superior a 5mg/dl en sangre. En los recién nacidos es muy frecuente 60% a término y 85% pretérmino. En estos pacientes podemos encontrar dos tipos de ictericia: fisiológica y patológica.

## Tipos

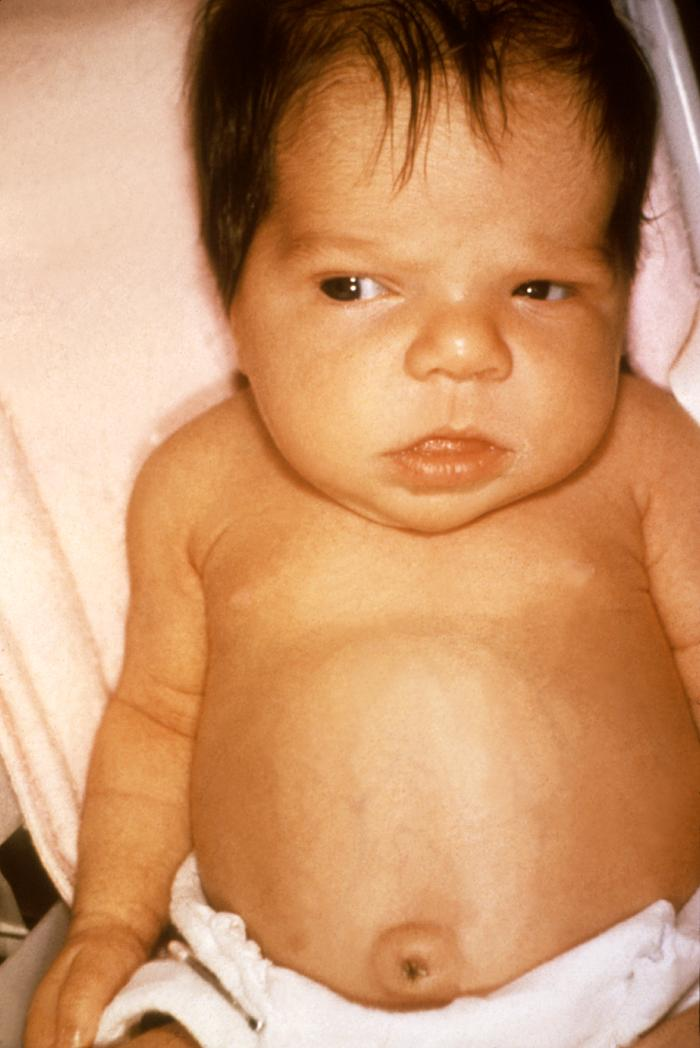
Ictericia del recién nacido

### Ictericia fisiológica
Es el resultado de la inmadurez de los distintos pasos del metabolismo de la bilirrubina. Se caracteriza por ser monosintomática, fugaz (desaparece antes de una semana), poco intensa, sin afectación del estado general y aparece pasadas las primeras 24 horas de vida. Esta ictericia no recibe tratamiento médico.
La mayoría de los recién nacidos tienen algún color amarillento en la piel, o ictericia. Esto se llama ictericia fisiológica. Es inofensiva y por lo general es peor cuando el bebé tiene de 2 a 4 días. Desaparece al cabo de 2 semanas y generalmente no causa un problema.
Se pueden presentar dos tipos de ictericia en los recién nacidos que están siendo amamantados y ambos tipos generalmente son inofensivos.
- La ictericia por la lactancia se observa en bebés lactantes durante la primera semana de vida, sobre todo en aquellos que no se alimentan bien o si la leche de la madre es lenta para salir.
- La ictericia de la leche materna puede aparecer en algunos lactantes saludables después del séptimo día de vida y normalmente alcanza su punto máximo durante las semanas 2 y 3. Puede durar a niveles bajos durante un mes o más. Se puede deber a la forma como las sustancias en la leche materna afectan la manera como la bilirrubina se descompone en el hígado. Este tipo de ictericia es diferente de la ictericia por la lactancia.

### Ictericia patológica
Esta ictericia sí que recibe tratamiento médico y se caracteriza por aparecer durante las 24 horas de vida, la bilirrubina total aumenta más de 5mg/dl al día y es por lo general superior a 12.9 mg/dl en términos o 15 mg/dl en preterminos. Según su aparición se puede clasificar en:
- Temprana (antes de las 24 h): en donde la principal causa es la anemia hemolítica por incompatibilidad del grupo RH.
- Intermedia (24 h a 10 días): en donde destaca la anemia hemolítica por grupo AB0, ictericia por leche materna, hipotiroidismo e infecciones.
- Tardía (posterior a los 10 días): en donde aparecen las hiperbilirrubinemias de predominio directo (hepatitis y atresia de las vías biliares).

La ictericia grave del recién nacido puede ocurrir si el bebé tiene una afección que incremente el número de glóbulos rojos que necesitan ser reemplazados en el cuerpo, como: 
- Formas anormales de las células sanguíneas.
- Incompatibilidades del grupo sanguíneo entre el bebé y la madre.
- Sangrado por debajo del cuero cabelludo (cefalohematoma) causado por un parto difícil.
- Niveles más altos de glóbulos rojos, lo cual es más común en bebés pequeños para su edad gestacional y algunos gemelos.
- Infección.
- Deficiencia (falta) de ciertas proteínas importantes, llamadas enzimas.

## Causas, incidencia y factores de riesgo
La bilirrubina es un subproducto de la descomposición normal de los glóbulos rojos. El hígado procesa la bilirrubina para que esta pueda ser excretada por el cuerpo en forma de desechos. Al momento del nacimiento, el hígado del bebé aún está desarrollando su capacidad de procesar la bilirrubina, por lo tanto, los niveles de esta son un poco más altos en los recién nacidos y casi todos ellos presentan un cierto grado de ictericia. Esta forma de ictericia aparece usualmente entre el segundo y quinto día de vida y desaparece alrededor de dos semanas. Esta enfermedad casi nunca ocasiona problemas.
La ictericia por lactancia se observa en el 5 al 10% de todos los recién nacidos. Esto puede presentarse cuando los lactantes no ingieren suficiente leche materna, esta enfermedad casi nunca necesita tratamiento. Sin embargo, algunas veces sí es necesario interrumpir la lactancia y sustituirla con biberón durante un período breve para que desaparezca la ictericia.
La ictericia del recién nacido puede ser fisiológica, que es aquella que aparece después de las 36 primeras horas de vida y desaparece alrededor del 10.º día. No es una ictericia preocupante. Sus valores oscilan sobre los 12mg/dl de bilirrubina. Se produce por bilirrubina indirecta o no conjugada, es decir, aquella que todavía no ha pasado por el hígado.
Sin embargo, existe otro tipo de ictericia, que se conoce como ictericia patológica que sí se considera importante. Es aquella que aparece durante las primeras 24 horas de vida, y aumenta la bilirrubina más de 0,5 mg por hora. Es producida por exceso de bilirrubina indirecta, y puede ser causada por una hemorragia (cefalohematoma, en el que también puede existir anemia), por una isoinmunización, o por una policitemia. Es importante descubrirla, ya que puede producir Kernicterus, y tendrá secuelas en el niño para toda la vida. Su tratamiento será el mismo que el de una ictericia normal.
Los factores que pueden dificultar la eliminación de la bilirrubina del cuerpo del bebé también pueden llevar a que se presente ictericia más grave, como:
- Ciertos medicamentos
- Infecciones congénitas como rubéola, sífilis y otras
- Enfermedades que afectan el hígado o las vías biliares, como la fibrosis quística o la hepatitis
- Bajo nivel de oxígeno (hipoxia)
- Infecciones, como sepsis
- Muchos trastornos hereditarios o genéticos diferentes

## Tratamiento

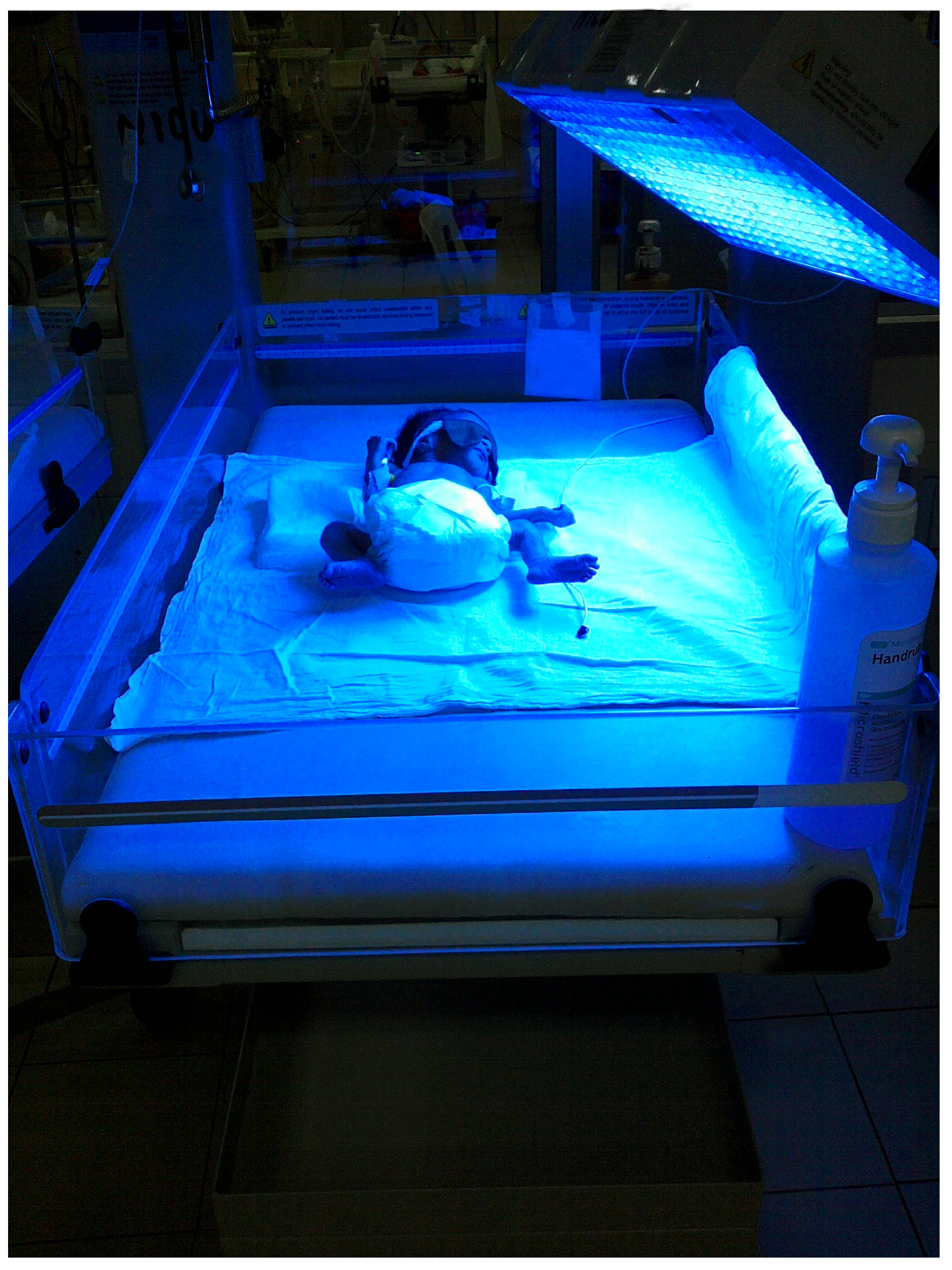
Fototerapia

Toda ictericia patológica debe ser ingresada para estudios y tratamiento si procede. El tratamiento va a depender de las cifras de bilirrubina.
- Entre 25 y 48 h de nacido
  - Entre 11 y 14,9 considerar fototerapia.
  - Entre 15 y 19,9 fototerapia.
  - Entre 20 y 24,9 fototerapia intensiva y considerar exanguinotransfusión.
  - Mayor a 25 fototerapia intensiva y exanguinotransfusión.

- Entre 49 y 72 h de nacido
  - Entre 15 y 17,9 considerar fototerapia.
  - Entre 18 y 24,9 fototerapia.
  - Entre 25 y 29,9 fototerapia intensiva y considerar exanguinotransfusión.
  - Mayor a 30 fototerapia intensiva más exanguinotransfusión.

- Superior a 72 h de nacido
  - Entre 17 y 19,9 considerar fototerapia.
  - Entre 20 y 24,9 fototerapia.
  - Entre 25 y 29,9 fototerapia intensiva y considerar exanguinotransfusión.
  - Mayor a 30 fototerapia intensiva más exanguinotransfusión.

### Helioterapia
Se llama así al uso de rayos solares con fines terapéuticos para bajar el nivel de bilirrubinas en el recién nacido. También denominado baños de sol la madre puede llevarse a casa a su recién nacido y proporcionarle la helioterapia en su casa sólo siguiendo normas de precaución tales como:
1. Exponer al sol al bebé antes de las 9 de la mañana y después de las 4 de la tarde.
2. Cuidarlo de las corrientes de aire
3. Protección ocular y genital
4. Cambiarlo de posición continuamente

Es importante hacer mención a la madre del neonato las aportaciones de la helioterapia como la absorción de vitamina D esencial para el fortalecimiento de los huesos.
Los médicos, el personal de enfermería y los miembros de la familia vigilarán en busca de signos de ictericia en el hospital y después de que el recién nacido se vaya para la casa.
A cualquier bebé que parezca tener ictericia se le deben medir los niveles de bilirrubina inmediatamente. Esto puede hacerse con un examen de sangre.
Muchos hospitales revisan los niveles de bilirrubina total en todos los bebés más o menos a las 24 horas de nacidos. Los hospitales usan sondas que pueden calcular el nivel de bilirrubina simplemente tocando la piel. Es necesario confirmar las lecturas altas con exámenes de sangre.
Se pueden necesitar pruebas adicionales para los bebés que necesiten tratamiento o cuyos niveles de bilirrubina total estén elevándose más rápidamente de lo esperado.

### Cuidados de enfermería
- Comprobar el equipo antes de su uso.
- La lámpara debe colocarse lo más cerca posible del recién nacido, a unos 30-40 cm y nunca a más de 50cm porque pierde su efecto.
- Desnudar al RN para mantener la máxima superficie corporal expuesta.
- Colocar gafas de fototerapia radiopacas a la medida de los ojos salvando las fosas nasales para evitar asfixias y evitar que se presionen los párpados, se utilizan para que la luz excesiva no les provoque daños retinianos.
- Proteger el cordón umbilical por si se quiere conservar la vía para exanguinotransfusión.
- Protección de genitales.
- Proteger el pulsioxímetro de la luz con papel de aluminio para evitar resultados erróneos de medición.
- Evitar la presencia de objetos que puedan interferir en el óptimo rendimiento de la fototerapia.
- Control de temperatura axilar cada 3 horas.
- Realizar cambios de posición cada 3 - 4 horas para exponer todas las zonas del cuerpo a la luz, y no solo una parte y pueda provocar una quemadura.
- Interrumpir el menor tiempo posible la fototerapia durante la alimentación u otros procedimientos.
- Apagar fototerapia durante extracción de bilirrubina sérica y limpieza de ojos.
- Retirar gafas para estimulación visual-sensorial.
- No usar cremas ni lociones.
- Control de las funciones vitales.
- Observar signos de deshidratación o hipocalcemia.
- Control de diuresis.
- Observar las características de las evacuaciones (más frecuentes y semilíquidas y verdosas) y de la orina (más oscura por llevar productos de degradación de la bilirrubina).
- Peso diario.
- Comprobar que la humedad de incubadora sea alta ya que el uso de la fototerapia aumenta las pérdidas insensibles del neonato.
- Regular la temperatura de la incubadora según sea necesario.
- Mínima manipulación.
- Realizar controles periódicos de los niveles de bilirrubina sérica según indicación médica.
- Evaluar posibles complicaciones.